# Torneo de Roland Garros 2007
El  Torneo de Roland Garros 2007 (o Abierto de Francia 2007) fue celebrado en París, Francia desde  el 27 de mayo al 10 de junio de 2007. Dos semanas más tarde, como de costumbre, se celebra el Torneo de Wimbledon en Londres, Reino Unido.

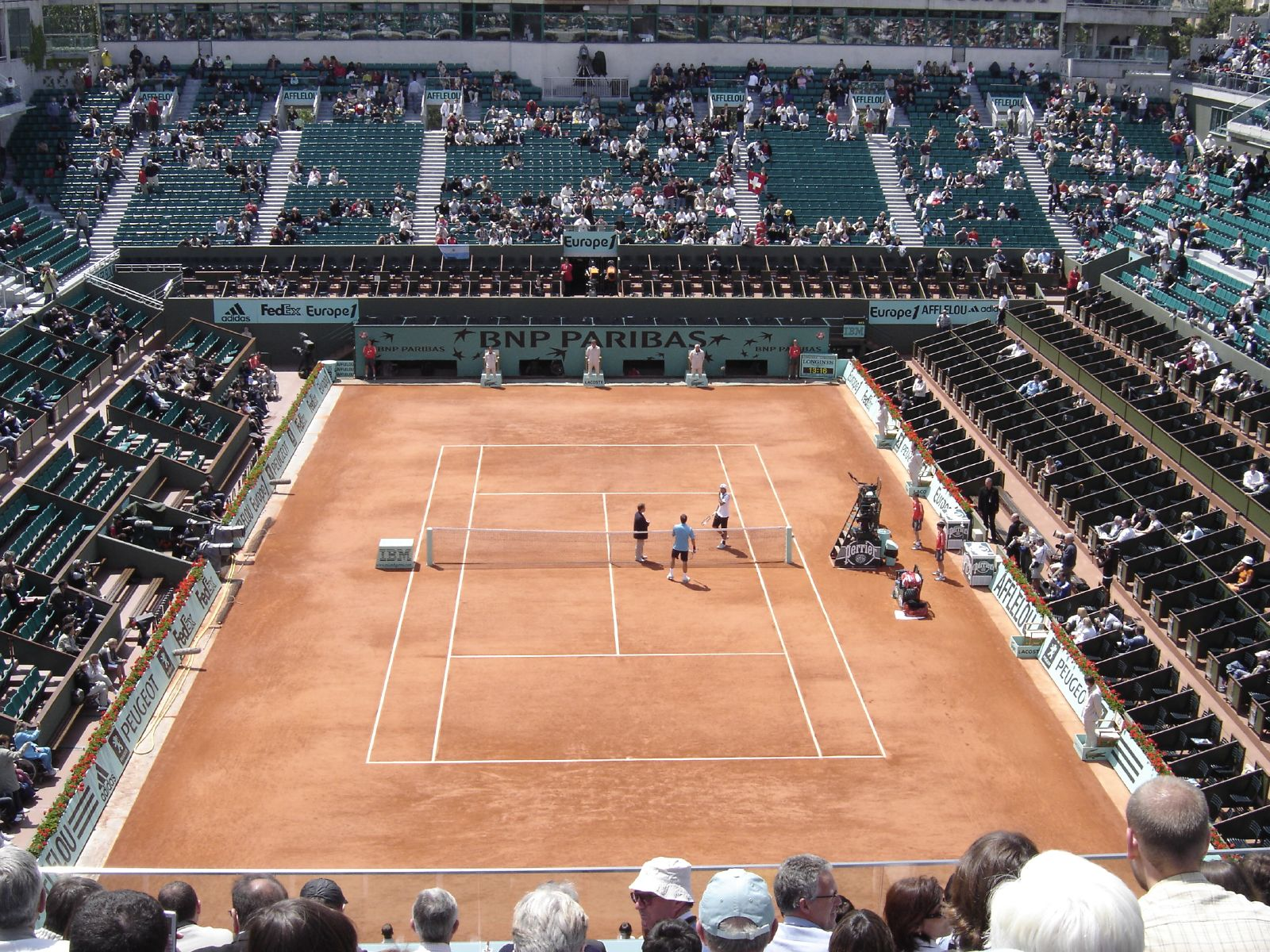
La Phillipe Chatrier, sede de las finales de Roland Garros.

## Campeones
- Single masculino:  Rafael Nadal
- Single femenino:  Justine Henin
- Doble masculino:  Mark Knowles /  Daniel Nestor
- Doble femenino:  Alicia Molik /  Mara Santangelo
- Doble mixto:  Nathalie Dechy /  Andy Ram
- Single masculino junior:  Vladimir Ignatic
- Single femenino junior:  Alizé Cornet
- Doble masculino junior:  Thomas Fabbiano /  Andrei Karatchenia
- Doble femenino junior:  Ksenia Milevskaya /  Urszula Radwańska
- Individuales masculinos de silla de ruedas:  Shingo Kunieda
- Individuales femeninas de silla de ruedas:  Esther Vergeer
- Dobles masculinos de silla de ruedas:  Stephane Houdet /  Michael Jeremiasz
- Dobles femeninas de silla de ruedas:  Maaike Smit /  Esther Vergeer

## Resumen diario del torneo

### 1.erdía
La mayor parte de los partidos del día fueron cancelados debido a la lluvia. Entre los pocos partidos que pudieron completarse en el cuadro femenino, destacan las victorias tanto de Serena Williams como de Justine Henin. En el cuadro masculino, Marat Safin ganó su partido frente al español Fernando Vicente. Otros ganadores del día incluyen a Dinara Sáfina, Tamira Paszek, Potito Starace y Janko Tipsarević Horario de 1º día.
Momentos culminantes de la 1.ª jornada

### 2.º día
Por segundo día consecutivo, la lluvia obliga a suspender gran parte de la jornada. Sin embargo, Venus Williams, Michaella Krajicek y Nikolay Davydenko estaban entre los ganadores de ese día Horario de 2º día.
Momentos culminantes de la 2ª jornada

### 3.º día
En la tercera jornada el público que acude a Roland Garros asiste a la debacle de los tenistas estadounidenses. En esta jornada, de los 9 jugadores americanos que entran en competición, 8 pierden sus partidos, mientras de sólo 1 de las dos jugadoras americanas gana su partido. La única mujer que consigue pasar a 2ª ronda es Shenay Perry, quien gana su partido después de perder el primer set ante Olivia Sánchez, mientras que la joven Vania King pierde en tres set ante Akgul Amanmuradova. En esta jornada se despiden del torneo hasta 8 jugadores cabezas de serie:
- Andy Roddick (3) pierde ante Igor Andreev en cuatro sets (6-3, 4-6, 3-6, 4-6)
- Fernando González (5) pierde por 2-6, 2-6, 4-6 ante Radek Štěpánek.
- James Blake (8) pierde ante Ivo Karlović por 6-4, 4-6, 5-7, 5-7.
- Dominik Hrbaty (24) pierde ante el jugador de la previa Bohdan Ulihrach por 2-6, 7-5, 7-6(3), 4-6, 3-6.
- Robin Söderling (25) se retiró en su partido ante Albert Montañés cuando perdía 6-7(4), 1-4.
- Agustín Calleri (26) pierde en cuatro sets ante Mariano Zabaleta por 4-6, 7-6(5), 6-7(5), 5-7.
- Julien Benneteau (30) pierde en cuatro set ante Carlos Berlocq.
- Florian Mayer (31) pierde ante Paul-Henri Mathieu.

En el cuadro masculino también destaca la victoria de Philipp Kohlschreiber ante Lukas Dlouhy  en un maratoniano partido que termina con el resultado de 6-2, 3-6, 7-5, 4-6, 17-15, y la derrota del
jugador británico Sam Querrey, quien pierde ante Laurent Recouderc en cinco set.
En el cuadro femenino, la undécima cabeza de serie, la rusa Nadia Petrova perdía por 5-7, 7-5, 0-6 ante Kveta Peschke. Por su parte, Nicole Vaidišová y Jelena Janković derrotaban a sus adversarias sin muchos problemas Horario de 3º día.
Momentos culminantes de la 3ª jornada

### 4.º día
El 10.º cabeza de serie Tomáš Berdych no pudo levantar los dos sets de desventaja con los que reanudó su partido suspendido el día previo ante el español Guillermo García-López, y se unía así a los otros nueve cabezas de serie eliminados en primera ronda. Ya en los partidos de segunda ronda, Radek Štěpánek, quien venció al Fernando González en primera ronda, perdió en cinco set ante el desconocido jugador Edouard Roger-Vasselin, mientras que el 12º cabeza de serie, el francés Richard Gasquet, perdió ante Kristof Vliegen por 7-6(4), 6-3 y 6-1. En el cuadro femenino Justine Henin, Serena Williams, Venus Williams, María Sharápova y Amélie Mauresmo pasaban ronda tras vencer sus respectivos encuentros Horario de 4º día.
Momentos culminantes de la 4.ª jornada

### 5.º día
Gastón Gaudio, ganador del torneo en 2004, perdió ante el 14º cabeza de serie y ex-número 1 del mundo Lleyton Hewitt, después de ganar los dos primeros set del partido por 6-4 y 6-3. También María Sharápova, Rafael Nadal y Serena Williams ganaron sus partidos Horario de 5º día.
Momentos culminantes de la 5.ª jornada

### 6.º día
El 6º día asistió a una repetición de la final de dobles mixtos del año anterior con el enfrentamiento entre Katarina Srebotnik y Nenad Zimonjić frente a Elena Likhovtseva y Daniel Nestor, con la victoria final de los primeros por un 6-2, 5-7, 10-7 en la primera ronda. La cuarta cabeza de serie, la serbia Jelena Janković venció a la estadounidense Venus Williams por 6-4, 4-6 y 6-1 en la tercera ronda. Fillippo Volandri, cabeza de serie número 29 y la última persona que consiguió ganar a Roger Federer (en el Master Series de Roma), ganaba al 7º cabeza de serie Ivan Ljubičić por 6-4, 6-7, 4-6, 6-3, 6-4 en la tercera ronda, con lo que se enfrentaría a Tommy Robredo en la cuarta ronda, logrando así su mejor clasificación en Roland Garros de su carrera Horario de 6º día.
Momentos culminantes de la 6ª jornada

### 7.º día
En el partido que enfrentó a los españoles Rafael Nadal y Albert Montañés se produjo uno de los juegos más largos que se recuerdan en el torneo, después de que lograsen diez deuces (iguales), y treinta y dos puntos. El partido terminó con victoria del número 2 del mundo por 6-1, 6-3 y 6-2. Además, la quinta cabeza de serie, la francesa Amélie Mauresmo perdió ante la Checa Lucie Šafářová por 6-3 y 7-6(3) Horario de 7º día.
Momentos culminantes de la 7ª jornada

### 8.º día
Tras disputarse la cuarta ronda en el cuadro femenino del torneo, los cruces quedaron de la siguiente manera: Justine Henin contra Serena Williams; Jelena Janković frente a Nicole Vaidišová; Ana Ivanović y Svetlana Kuznetsova; y, por fin, Anna Chakvetadze y María Sharápova. En el cuadro masculino, también se empezaron a desvelar los cruces de cuartos. Roger Federer se mediría a Tommy Robredo, mientras que Guillermo Cañas lo haría ante Nikolay Davydenko. Horario de 8º día
Momentos culminantes de la 8.ª jornada

### 9.º día
En este jornada se terminaron de decidir los partidos de cuartos de final en categoría masculina. Los cruces quedaron de la siguiente manera:
- Roger Federer (quien ganó a Mijaíl Yuzhny) contra Tommy Robredo (quien venció a Filippo Volandri)
- Guillermo Cañas (al vencer a Juan Mónaco) contra Nikolái Davydenko (tras derrotar a David Nalbandian)
- Igor Andreev (ganó a Marcos Baghdatis) contra Novak Đoković (quien se deshizo del español Fernando Verdasco)
- Carlos Moyà (al vencer al sueco Jonas Björkman) contra Rafael Nadal (quién derrotó al australiano ex-número 1 del mundo Lleyton Hewitt). Horario de 9º día

Momentos culminantes de la 9.ª jornada

### 10.º día
El 10.º día se disputaron dos partidos de cuartos en el cuadro masculino. En el primero de ellos, Roger Federer derrotaba a Tommy Robredo en cuatro set, perdiendo su primer set en Grand Slam desde el que perdió en la final del Abierto de los Estados Unidos 2006. En el segundo partido, Nikolay Davydenko derrotó al último de los argentinos del torneo, Guillermo Cañas. En el cuadro femenino, Ana Ivanović derrotaba a Svetlana Kuznetsova; Justine Henin se deshacía de Serena Williams, última representante estadounidense en ambos cuadros; Jelena Janković vencía a Nicole Vaidišová; y María Sharápova salía victoriosa de su enfrentamient ante Anna Chakvetadze. Horario de 10.º día
Momentos culminantes de la 10.ª jornada

### 11.º día
Se terminaron de conformar las semifinales masculinas con la disputa de los dos últimos partidos de cuartos de final. Novak Đoković vencía a Igor Andreev, mientras que Rafael Nadal se deshacía fácilmente de su amigo Carlos Moyá. Horario de 11.º día
Momentos culminantes de la 11.ª jornada

### 12.º día
En las semifinales del cuadro femenino, Ana Ivanović derrotaba claramente a María Sharápova por 6-1 y 6-2 y llegaba a su primera final de Grand Slam, mientras que Justine Henin vencía a Jelena Janković, y llegaba a la final sin haber perdido un set en más de dos años en el Torneo de Francés.
Los primeros campeones del torneo llegaron en la categoría de dobles mixtos, donde Nathalie Dechy y Andy Ram vencieron a los campeones de 2006, Katarina Srebotnik y Nenad Zimonjić. Horario de 12º día
Momentos culminantes de la 12.ª jornada

### 13.erdía
Se disputaron las semifinales masculinas del torneo. En el primer partido, Roger Federer vencía a Nikolay Davydenko por 7-5, 7-6, 7-6; mientras que en el segundo, Rafael Nadal derrotaba a Novak Đoković por 7-5, 6-4, 6-2.
Las pareja formada por Alicia Molik y Mara Santangelo sorprendían a la pareja Katarina Srebotnik y Ai Sugiyama, séptimas cabezas de serie, y conseguían el título en la categoría de dobles femeninos. Horario de 13º día
Momentos culminantes de la 13.ª jornada

### 14.º día
En la final femenina, Justine Henin conseguía su cuarto título sobre la tierra francesa (tercero consecutivo), tras deshacerse fácilmente de la tenista serbia Ana Ivanović por 6-1 y 6-2.
También se disputó la final de dobles masculinos. En ella, la pareja formada por Mark Knowles y Daniel Nestor ganaban a la pareja Lukáš Dlouhý y Pavel Vízner por 2-6, 6-3 y 6-4. Horario de 14º día
Momentos culminantes de la 14.ª jornada

### 15.º día
En la gran final del torneo, el español Rafael Nadal revalida el título tras vencer en un disputado partido al número 1 del mundo, el suizo Roger Federer, por 6-3, 4-6, 6-3 y 6-4. De esta forma el tenista de Manacor consigue su tercer torneo consecutivo sobre la tierra batida de París, algo que no se había logrado desde que lo hiciera el sueco Björn Borg.
Horario de 15º día
Momentos culminantes de la 15.ª jornada

## Seniors

### Individuales masculinos
Rafael Nadal gana a  Roger Federer 6-3, 4-6, 6-3, 6-4.

### Individuales Femeninas
Justine Henin gana a  Ana Ivanović 6-1, 6-2

### Dobles masculinos
Mark Knowles /  Daniel Nestor ganan a  Lukáš Dlouhý /  Pavel Vízner 2-6, 6-3, 6-4

### Dobles femeninas
Alicia Molik /  Mara Santangelo ganan a  Katarina Srebotnik /  Ai Sugiyama 7-65, 6-4

### Dobles Mixtos
Nathalie Dechy /  Andy Ram ganan a  Katarina Srebotnik /  Nenad Zimonjić 7-5, 6-3

## Júniors

### Individuales Júniors Masculinos
Vladimir Ignatic gana a  Greg Jones 6-3, 6-4

### Individuales Júniors Femeninas
Alizé Cornet gana a  Mariana Duque, 6-1, 6-0

### Dobles Júniors Masculinos
Thomas Fabbiano /  Andrei Karatchenia ganan a  Kellen Damico /  Jonathan Eysseric 6-4, 6-0

### Dobles Júniors Femeninas
Ksenia Milevskaya /  Urszula Radwańska  ganan a  Sorana Cirstea /  Alexa Glatch 6-1, 6-4

## Leyendas

### Dobles de menores de 45 años
Arnaud Boetsch /  Guy Forget gana a  Henri Leconte /  Cédric Pioline 6-3, 3-6, 1-014

### Dobles de mayores de 45 años
Anders Jarryd /  John McEnroe gana a  John Fitzgerald /  Guillermo Vilas 6-1, 6-2

## Silla de ruedas

### Individuales masculinos de Silla de ruedas
Shingo Kunieda gana a  Robin Ammerlaan 6-3 6-4

### Individuales Femeninas de Silla de ruedas
Esther Vergeer gana a  Florence Gravellier 6-3 5-7 6-2

### Dobles masculinos de Silla de ruedas
Stephane Houdet /  Michael Jeremiasz ganan a  Shingo Kunieda /  Satoshi Saida 7-64 6-1

### Dobles Femeninas de Silla de ruedas
Maaike Smit /  Esther Vergeer ganan a  Florence Gravellier /  Mie Yaosa 6-1 6-4

## Cabezas de serie
Se clasifica a los cabezas de serie abajo. Jugadores en negrita son todavía en la competencia. Los jugadores ya en el torneo no se enumeran con la ronda en la cual salían.

### Cabezas de serie (Individuales masculinos)
| Individuales masculinos |                       |              |                        |                  |
| 1.                      | Roger Federer         | pierde ante  | Rafael Nadal           | Final            |
| 2.                      | Rafael Nadal          | gana a       | Roger Federer          | Ganador          |
| 3.                      | Andy Roddick          | pierde ante  | Igor Andreev           | 1.ª ronda        |
| 4.                      | Nikolay Davydenko     | pierde ante  | Roger Federer          | Semifinal        |
| 5.                      | Fernando González     | pierde ante  | Radek Štěpánek         | 1.ª ronda        |
| 6.                      | Novak Đoković         | pierde ante  | Rafael Nadal           | Semifinal        |
| 7.                      | Ivan Ljubičić         | pierde ante  | Filippo Volandri       | 3.ª ronda        |
| 8.                      | James Blake           | pierde ante  | Ivo Karlović           | 1.ª ronda        |
| 9.                      | Tommy Robredo         | pierde ante  | Roger Federer          | Cuartos de final |
| 10.                     | Tomáš Berdych         | pierde ante  | Guillermo García-López | 1.ª ronda        |
| 11.                     | Richard Gasquet       | pierde ante  | Kristof Vliegen        | 2ª ronda         |
| 12.                     | David Ferrer          | pierde ante  | Fernando Verdasco      | 3.ª ronda        |
| 13.                     | Mijaíl Yuzhny         | pierde ante  | Roger Federer          | Octavos de final |
| 14.                     | Lleyton Hewitt        | pierde ante  | Rafael Nadal           | Octavos de final |
| 15.                     | David Nalbandian      | pierde ante  | Nikolái Davydenko      | Octavos de final |
| 16.                     | Marcos Baghdatis      | pierde ante  | Ígor Andréiev          | Octavos de final |
| 17.                     | Juan Carlos Ferrero   | pierde ante  | Mijaíl Yuzhny          | 3.ª ronda        |
| 18.                     | Juan Ignacio Chela    | pierde ante  | Gaël Monfils           | 2.ª ronda        |
| 19.                     | Guillermo Cañas       | pierden ante | Nikolái Davydenko      | Cuartos de final |
| 20.                     | Jarkko Nieminen       | pierde ante  | Lleyton Hewitt         | 3.ª ronda        |
| 21.                     | Dmitry Tursunov       | pierde ante  | Fernando Verdasco      | 2.ª ronda        |
| 22.                     | Marat Safin           | pierde ante  | Janko Tipsarević       | 2.ª ronda        |
| 23.                     | Carlos Moyá           | pierde ante  | Rafael Nadal           | Cuartos de final |
| 24.                     | Dominik Hrbatý        | pierde ante  | Bohdan Ulihrach        | 1.ª ronda        |
| 25.                     | Robin Söderling       | pierde ante  | Albert Montañés        | 1.ª ronda        |
| 26.                     | Agustín Calleri       | pierde ante  | Mariano Zabaleta       | 1.ª ronda        |
| 27.                     | Jürgen Melzer         | pierde ante  | Juan Mónaco            | 2.ª ronda        |
| 28.                     | Philipp Kohlschreiber | pierde ante  | Óscar Hernández        | 2.ª ronda        |
| 29.                     | Filippo Volandri      | pierde ante  | Tommy Robredo          | Octavos de final |
| 30.                     | Julien Benneteau      | pierde ante  | Carlos Berlocq         | 1.ª ronda        |
| 31.                     | Florian Mayer         | pierde ante  | Paul-Henri Mathieu     | 1.ª ronda        |
| 32.                     | Nicolás Almagro       | pierde ante  | Michaël Llodra         | 2.ª ronda        |

### Cabezas de serie (Individuales Femeninas)
| Individuales femeninas |                         |             |                     |                  |
| 1.                     | Justine Henin           | gana a      | Ana Ivanović        | Ganadora         |
| 2.                     | María Sharápova         | pierde ante | Ana Ivanović        | Semifinal        |
| 3.                     | Svetlana Kuznetsova     | pierde ante | Ana Ivanović        | Cuartos de final |
| 4.                     | Jelena Janković         | pierde ante | Justine Henin       | Semifinal        |
| 5.                     | Amélie Mauresmo         | pierde ante | Lucie Šafářová      | 3.ª ronda        |
| 6.                     | Nicole Vaidišová        | pierde ante | Jelena Janković     | Cuartos de final |
| 7.                     | Ana Ivanović            | pierde ante | Justine Henin       | Finalista        |
| 8.                     | Serena Williams         | pierde ante | Justine Henin       | Cuartos de final |
| 9.                     | Anna Chakvetadze        | pierde ante | María Sharápova     | Cuartos de final |
| 10.                    | Dinara Sáfina           | pierde ante | Serena Williams     | Octavos de final |
| 11.                    | Nadia Petrova           | pierde ante | Květa Peschke       | 1.ª ronda        |
| 12.                    | Daniela Hantuchová      | pierde ante | Anabel Medina       | 3.ª ronda        |
| 13.                    | Yelena Deméntieva       | pierde ante | Marion Bartoli      | 3.ª ronda        |
| 14.                    | Patty Schnyder          | pierde ante | María Sharápova     | Octavos de final |
| 15.                    | Shahar Peer             | pierde ante | Svetlana Kuznetsova | Octavos de final |
| 16.                    | Li Na                   | pierde ante | Sybille Bammer      | 3.ª ronda        |
| 17.                    | Katarina Srebotnik      | pierde ante | Shahar Peer         | 3.ª ronda        |
| 18.                    | Marion Bartoli          | pierde ante | Jelena Janković     | Octavos de final |
| 19.                    | Tathiana Garbin         | pierde ante | Nicole Vaidišová    | Octavos de final |
| 20.                    | Sybille Bammer          | pierde ante | Justine Henin       | Octavos de final |
| 21.                    | Ai Sugiyama             | pierde ante | Anna Chakvetadze    | 3.ª ronda        |
| 22.                    | Alyona Bondarenko       | pierde ante | Karin Knapp         | 2.ª ronda        |
| 23.                    | Francesca Schiavone     | pierde ante | Dinara Sáfina       | 3.ª ronda        |
| 24.                    | Anabel Medina Garrigues | pierde ante | Ana Ivanović        | Octavos de final |
| 25.                    | Lucie Šafářová          | pierde ante | Anna Chakvetadze    | Octavos de final |
| 26.                    | Venus Williams          | pierde ante | Jelena Janković     | 3.ª ronda        |
| 27.                    | Samantha Stosur         | pierde ante | Nicole Vaidišová    | 3.ª ronda        |
| 28.                    | Mara Santangelo         | pierde ante | Justine Henin       | 3.ª ronda        |
| 29.                    | Gisela Dulko            | pierde ante | Alla Kudryavtseva   | 2ª ronda         |
| 30.                    | Julia Vakulenko         | pierde ante | Ioana Raluca Olaru  | 1.ª ronda        |
| 31.                    | Séverine Bremond        | pierde ante | Michaëlla Krajicek  | 1.ª ronda        |
| 32.                    | Martina Müller          | pierde ante | Dominika Cibulková  | 2ª ronda         |

### Cabezas de serie (Dobles masculinos)
| Dobles masculinos |                                      |              |                                   |                  |
| 1.                | Bob Bryan Mike Bryan                 | pierden ante | Lukáš Dlouhý Pavel Vízner         | Cuartos de final |
| 2.                | Jonas Björkman Max Mirnyi            | pierden ante | Mahesh Bhupathi Radek Štěpánek    | Cuartos de final |
| 3.                | Martin Damm Leander Paes             | pierden ante | Michael Kohlmann Rainer Schüttler | 3.ª ronda        |
| 4.                | Fabrice Santoro Nenad Zimonjić       | pierden ante | Lukáš Dlouhý Pavel Vízner         | Semifinal        |
| 5.                | Paul Hanley Kevin Ullyett            | pierden ante | Ígor Kunitsyn Dmitry Tursunov     | 2.ª ronda        |
| 6.                | Mark Knowles Daniel Nestor           | ganan a      | Lukáš Dlouhý Pavel Vízner         | Ganadores        |
| 7.                | Jonathan Erlich Andy Ram             | pierden ante | Mahesh Bhupathi Radek Štěpánek    | 3.ª ronda        |
| 8.                | Simon Aspelin Julian Knowle          | pierden ante | Lukas Dlouhy Pavel Vízner         | 3.ª ronda        |
| 9.                | Lukáš Dlouhý Pavel Vízner            | pierden ante | Mark Knowles Daniel Nestor        | Finalistas       |
| 10.               | Michaël Llodra Arnaud Clément        | pierden ante | Ígor Kunitsyn Dmitry Tursunov     | 3.ª ronda        |
| 11.               | Andrei Pavel Alexander Waske         | pierden ante | Mark Knowles Daniel Nestor        | 3.ª ronda        |
| 12.               | Mariusz Fyrstenberg Marcin Matkowski | pierden ante | Mahesh Bhupathi Radek Štěpánek    | 1.ª ronda        |
| 13.               | Yves Allegro Jim Thomas              | pierden ante | Olivier Rochus Kristof Vliegen    | 2.ª ronda        |
| 14.               | Ashley Fisher Tripp Phillips         | pierden ante | Leoš Friedl David Škoch           | 1.ª ronda        |
| 15.               | Todd Perry Wesley Moodie             | pierden ante | Julien Benneteau Nicolas Mahut    | 1.ª ronda        |
| 16.               | Martín García Sebastián Prieto       | pierden ante | Lukasz Kubot Oliver Marach        | 2ª ronda         |

### Cabezas de serie (Dobles Femeninas)
| Dobles Femeninas | |              |                                                    |                  |
| 1.               | Lisa Raymond Samantha Stosur                                                                                     | pierden ante | Katarina Srebotnik Ai Sugiyama                     | Semifinal        |
| 2.               | Cara Black Liezel Huber                                                                                          | pierden ante | Alicia Molik Mara Santangelo                       | Semifinal        |
| 3.               | Zi Yan Jie Zheng                                                                                                 | pierden ante | Nuria Llagostera Vives María José Martínez Sánchez | 1.ª ronda        |
| 4.               | Květa Peschke Rennae Stubbs                                                                                      | pierden ante | Maria Elena Camerin Gisela Dulko                   | 3.ª ronda        |
| 5.               | Archivo:Chinese Taipei Olympic Flag.svg Yung-jan Chan · Archivo:Chinese Taipei Olympic Flag.svg Chia-jung Chuang | pierden ante | Alicia Molik Mara Santangelo                       | Cuartos de final |
| 6.               | Anna-Lena Grönefeld Paola Suárez                                                                                 | pierden ante | Michaella Krajicek Agnieszka Radwańska             | 1.ª ronda        |
| 7.               | Katarina Srebotnik Ai Sugiyama                                                                                   | pierden ante | Alicia Molik Mara Santangelo                       | Finalista        |
| 8.               | Anabel Medina Garrigues Virginia Ruano Pascual                                                                   | pierden ante | Lisa Raymond Samantha Stosur                       | Cuartos de final |
| 9.               | Elena Likhovtseva Yelena Vesnina                                                                                 | pierden ante | Jarmila Gajdošová Akiko Morigami                   | 1.ª ronda        |
| 10.              | Janette Husárová Meghann Shaughnessy                                                                             | pierden ante | Cara Black Lizel Huber                             | Cuartos de final |
| 11.              | Shahar Peer Dinara Sáfina                                                                                        | pierden ante | Katarina Srebotnik Ai Sugiyama                     | 3.ª ronda        |
| 12.              | Vania King Jelena Kostanić Tošić                                                                                 | pierden ante | Emmanuelle Gagliardi Francesca Schiavone           | 1.ª ronda        |
| 13.              | Tathiana Garbin Meilen Tu                                                                                        | pierden ante | Ágnes Szávay Vladimira Uhlirova                    | 1.ª ronda        |
| 14.              | N/A |              |                                                    |                  |
| 15.              | Vera Dushevina Tatiana Perebiynis                                                                                | pierden ante | Cara Black Lizel Huber                             | 3.ª ronda        |
| 16.              | Gisela Dulko Maria Elena Camerin                                                                                 | pierden ante | Katarina Srebotnik Ai Sugiyama                     | Cuartos de final |
| 17.              | Alicia Molik Mara Santangelo                                                                                     | ganan a      | Katarina Srebotnik Ai Sugiyama                     | Ganadoras        |

## Cobertura de medios de comunicación
La cobertura del Torneo de Roland Garros 2007 es como sigue:
- Deporte de Al-Yazira - Mundo árabe
- BBC Interactivo - Gran Bretaña, partido final de individual femenina sobre BBC 1 y partido final de individual femenina sobre BBC 2,
- Sporza - Bélgica
- HRT2 - Croacia,  momentos culminantes diarios, final del partido en vivo
- Eurosport - Europa
- France Télévisions - Francia
- ESPN International - Latinoamérica
- RTS 2 - Serbia
- NOS - Países Bajos
- Sport TV (Rusia), NTV Plus - Rusia
- STAR Sports - Sureste Asiático
- NBC Sports, ESPN2 y The Tennis Channel - Estados Unidos
- VRT - Bélgica
- RTBF - Bélgica
- Televisión Española - España